# K.Kallahalli, Gubbi
K.Kallahalli là một làng thuộc tehsil Gubbi, huyện Tumkur, bang Karnataka, Ấn Độ.